# Одноклассники (альбом)
«Одноклассники» — второй сборник песен российской группы «Блестящие».

## История альбома
Альбом был выпущен в двенадцатом составе группы: Надежда Ручка, Анастасия Осипова, Анна Дубовицкая и Юлианна Лукашева. Саунд-продюсеры альбома — Андрей Грозный и Сергей Харута.
В альбом входят все синглы коллектива за 15 лет существования. Помимо уже известных синглов, на диске имеется новая работа группы — сингл «Одноклассники», который стал заглавной песней альбома.

## Реакция критики
Гуру Кен поставил альбому оценку 9 из 10, посчитав, что такой альбом лучше купить, а не скачать, так как в буклете описывается биография коллектива, а также уходы и приходы всех его участниц. Рецензент отметил, что в песнях выделяются даже те солистки, которые всегда «стояли в тени». По мнению автора рецензии, творческий подход продюсера и композитора группы Андрея Грозного имеет сходство с творчеством Игоря Матвиенко. «Он столь же щепетильно подходит к мелодии, столь же уважителен к лучшему советскому наследию, столь же скуп в выразительных средствах» — говорит рецензент.
На сайте KM.RU альбом оценили положительно, отметив музыку Андрея Грозного, которая «делала песни настоящими фаворитами хит-парадов», однако на сайте также посчитали, что диск вполне мог бы обойтись без заглавной композиции «Одноклассники».

## Список композиций
| №   | Название                               | Длительность |
| --- | -------------------------------------- | ------------ |
| 1.  | «Одноклассники»                        | 3:35         |
| 2.  | «Там, только там»                      | 4:01         |
| 3.  | «Цветы»                                | 3:47         |
| 4.  | «Туман»                                | 3:57         |
| 5.  | «Где же ты, где?»                      | 4:03         |
| 6.  | «Облака»                               | 4:34         |
| 7.  | «Ча-ча-ча»                             | 3:44         |
| 8.  | «Милый рулевой»                        | 3:20         |
| 9.  | «Чао,бамбина!»                         | 3:52         |
| 10. | «За осенью придёт зима»                | 3:20         |
| 11. | «Белым снегом»                         | 4:20         |
| 12. | «Ау-ау»                                | 3:35         |
| 13. | «А я всё летала»                       | 3:52         |
| 14. | «Апельсиновая песня»                   | 3:23         |
| 15. | «За четыре моря»                       | 3:52         |
| 16. | «Пальмы парами»                        | 4:01         |
| 17. | «Агент 007»                            | 3:36         |
| 18. | «Восточные сказки (совместно с Arash)» | 3:25         |
| 19. | «Новогодняя песня»                     | 4:07         |
| 20. | «Капитан дальнего плаванья»            | 3:48         |

## Участники записи
- Надежда Ручка — вокал (1,16-20)
- Анастасия Осипова — вокал (1)
- Анна Дубовицкая — вокал (1)
- Юлианна Лукашева — бэк-вокал (1)
- Ольга Орлова — вокал (2-10), автор текстов (3, 5-11)
- Анна Семенович — вокал (14-20)
- Ксения Новикова — вокал (11-20); бэк-вокал (8-10), автор текстов (13)
- Ирина Лукьянова — вокал (4, 11-13, 15); бэк-вокал (3, 5-10)
- Жанна Фриске — вокал (11-15); бэк-вокал (3, 5-10)
- Юлия Ковальчук — вокал (12-20)
- Полина Иодис — бэк-вокал (2-7)
- Варвара Королёва — бэк-вокал (2)

### Одноклассники
Сингл был записан в 2008 году составом
- Надежда Ручка (вокал)
- Анастасия Осипова (вокал)
- Анна Дубовицкая (вокал)
- Юлианна Лукашева (бэк-вокал)